# Ózdi Harmaci-dombok
Ózdi Harmaci-dombok este o arie protejată (arie specială de conservare — SAC, sit de importanță comunitară — SCI) din Ungaria întinsă pe o suprafață de 73,7 ha, integral pe uscat.

## Localizare
Centrul sitului Ózdi Harmaci-dombok este situat la coordonatele 48°14′33″N 20°14′46″E / 48.2425°N 20.246111°E.

## Înființare
Situl Ózdi Harmaci-dombok a fost declarat sit de importanță comunitară în mai 2004 pentru a proteja 2 specii de plante și 2 specii de animale. Situl a fost protejat și ca arie specială de conservare în februarie 2010.

## Biodiversitate
Situată în ecoregiunea panonică, aria protejată conține 3 habitate naturale: Tufărișuri subcontinentale peripanonice, Pajiști uscate seminaturale și facies de acoperire cu tufișuri pe substraturi calcaroase (Festuco-Brometalia) (* situri importante pentru orhidee), Păduri panonice-balcanice de stejar turcesc - stejar sesil.
La baza desemnării sitului se află mai multe specii protejate:
- plante (2): Echium russicum, sisinei (Pulsatilla grandis)
- nevertebrate (2): fluturele de noapte (Eriogaster catax), Hypodryas maturna

Pe lângă speciile protejate, pe teritoriul sitului au mai fost identificate 13 specii de plante, 5 specii de mamifere, 7 specii de nevertebrate.